# Grangärde kyrka
Grangärde kyrka är en kyrkobyggnad i Grangärde. Den är församlingskyrka i Gränge-Säfsnäs församling i Västerås stift. 

## Kyrkobyggnaden
Kyrkan uppfördes sannolikt under 1400-talet. Gerda Boëthius förde kyrkan till gruppen "tegelornerade gråstenskyrkor i norra Svealand" (d.v.s samma stil som Torsångs kyrka alltjämt behållit) och daterade den till sent 1400-tal, medan en äldre uppfattning varit att den snarare kunde vara från början av 1400-talet. Den första stenkyrkan var ganska liten, och omfattade bara den bakre delen av den nuvarande kyrkans mittskepp. Det är alltså främst i mittskeppets anslutning till tornet, som man ser de gamla murarna. Sin nuvarande bredd, med de båda sidoskeppen, fick kyrkan omkring sekelskiftet 1700, medan koret byggdes ut till sin nuvarande längd 1748. Tornet fick sitt nuvarande utseende, med lanternin 1834.
Den 1 juli 1716 eldhärjades kyrkan efter ett åsknedslag. Torn, tak och bänkar brann upp och klockorna smälte. Kyrkan kunde dock snart återuppbyggdes, bl. a genom att en riksomfattande kollekt beviljades. 
1901-1903 genomgick kyrkan en omfattande restaurering och reparation, då åtskilliga förändringar vidtogs efter den tidens smak. Barockstil skulle kyrkan vara i. Byggmästare var A. Hansson i Köping efter ritningar av arkitekterna Hagström & Ekman i Stockholm. Yttertaket förnyades, grunden förstärktes, och ommurning och reparation av några valv. En gammal sakristia på norra långsidan borttogs och en ny uppfördes på västra sidan med ett brandsäkert arkivrum inne i kyrkan. Tre portaler uppfördes av natursten, bland annat en ny huvudport. Tornet reparerades in- och utvändigt och fick en ny uppgång. Gravarna under dåvarande trägolvet igenfylldes och ett cementgolv lades i hela kyrkan med träplank under bänkarna. Upphöjningen vid koret belades med Victoriaplattor. En varmluftskammare för kyrkans uppvärmning anlades under golvet efter ingenjör Hugo Theorells modell. En ny orgelläktare uppfördes och nya kyrkbänkar anskaffades tillverkade av mekaniska verkstaden i Grängesberg. Dekorationsarbetena utfördes av E. Nordström i Stockholm och skulpturarbetena av Eugén Hammarberg. Ljuskronor, lampetter och kandelabrar göts av Marcus Ax Gelbgjuteri i Gävle som även reparerade de äldre ljuskronorna. De flesta av dessa återställdes dock vid nästa renovering, 1937-38. Korfönstrens fyra glasmålningar på katedralglas (ett råglas med hamrad yta) av Stockholms glasmåleri,  evangelistsymbolerna, är kanske (vid sidan av skiffertaket) den mest påtagliga utsmyckningen, som återstår av 1901-1903 års restaurering.

## Inventarier
- Altaruppsatsen tillverkades 1762, av bildhuggare P. Holmin i Västerås. Altaret är marmorerat i grönt och format som en sarkofag. Det pryds av akantusblad i guld och bokstäverna IHS. Kyrkan tycks ha haft minst fyra olika altartavlor. Tre av dem finns kvar. Den äldsta av de kvarvarande föreställer Golgatascenen, och skänktes av kyrkoherden Johan Fahlander och hans hustru. Den hänger nu på södra sidan i kyrkan. Som altartavla ersattes den dock redan under 1700-talet av den nuvarande, som föreställer Kristi uppståndelse. Denna var under åren 1903 till 1938 ersatt av "Herdarnas tillbedjan" av Ragnar Salwén, d.v.s den målning som nu hänger på norra sidan i koret. Den är en kopia efter spanske mästaren Jusepe de Ribera och var skänkt till kyrkan av gruvdirektör Anders Erik Salwén, Grängesberg, far till konstnären.[4] Omedelbart ovanför altarbordet finns en oljemålning med nattvardsmotivet, som torde vara målad under 1600- eller 1700-tal.
- Predikstolen är från 1762 och har samma upphovsman som altaruppsatsen. Den gamla predikstolen byggdes någon gång i slutet av 1600-talet, förmodligen av någon lokal bildsnidare. Den räddades tillsammans med altarskåpet och S:Olofsbilden vid branden 1716, och fick, efter att ha renoverats 1903, sin plats i norra delen av koret, dock i sådan form att den ej kan brukas.
- Altarskåpet är från 1400-talets senare del och således jämngamla med kyrkan medan själva skåpet är från 1600-talet. Figurerna föreställer (från vänster till höger):

1. Sankt Botvid, med fisk (hans andra standardattribut, yxan, är inte medtagen).
2. Sankta Birgitta av Vadstena.
3. Sankt Sigfrid hållande ämbaret med sina tre mördade medhjälpares, Unaman, Sunaman och Vinaman, avhuggna huvuden, som han genom ett mirakel återfann.
4. "Anna själv tredje" d. v. s. Jesu mormor, den heliga Anna med sin dotter Maria, som i sin tur har Jesusbarnet i sina armar.
5. Sankt Eskil hållande de stenar, med vilka han dödades.
6. Kvinna utan attribut, som ansetts vara Sankta Cecilia[5], även om detta knappast är välgrundat. Händerna sattes dit 1903.
7. Aposteln Petrus med nyckeln.

- I kyrkan finns ytterligare två träskulpturer, en person i rustning och en i biskopsdräkt. Vilka de skulle föreställa är idag okänt. De har ursprungligen hört samman med altarskåpet
- Skulpturen föreställande S:t Olof är utförd i fur och målad och torde vara äldre än altarskåpets bilder, och därmed äldre än kyrkan. Kanske fanns den tidigare i kapellet/offerhuset i Grytänge. Yxan i högra handen saknas men riksäpplet bär han och han trampar på trollet Skalle (hedendomen).

## Orgel
- Kyrkans första orgel byggdes 1854 av Per Åkerman i Stockholm och hade 11 1/2 stämmor.
- En ny orgel levererades 1903 av E. A. Setterquist & Son i Örebro, det gamla orgelhuset behölls[6]. Denna orgel hade 14 stämmor fördelade på två manualer och särskild pedal. Orgeln blev avsynad och godkänd av musikdirektör Johan Ulrik Cederberg, Falun, början av juli 1903.[7] 1939-1940 ombyggdes den nu av Åkerman & Lund och fick 27 stämmor. Den gamla fasaden behölls. Orgeln är pneumatisk. Orgeln har 3 fria kombinationer. Fasta kombinationer: Piano, Mezzoforte, Forte, Tutti. Registersvällare.

| Man I. Huvudverk C-g3 | Man II. Svällverk C-g3 | Pedal C-f1    | Koppel  |
| --------------------- | ---------------------- | ------------- | ------- |
| Borduna 16'           | Violinprincipal 8'     | Kontrabas 16' | II/I    |
| Principal 8'          | Rörflöjt 8'            | Subbas 16'    | II/P    |
| Flûte harmonique 8'   | Salicional 8'          | Oktavbas 8'   | I/P     |
| Gedackt 8'            | Voix céleste 8'        | Violoncell 8' | II16'   |
| Gamba 8'              | Gemshorn 4'            | Koralbas 4'   | II16'/I |
| Oktava 4'             | Gemshornskvint 2 2/3'  | Basun 16'     | II4'/I  |
| Hålflöjt 4'           | Blockflöjt 2'          |               | I4'     |
| Kvinta 2 2/3'         | Cymbel 3 chor          |               | II4'/P  |
| Oktava 2'             | Corno 8'               |               |         |
| Mixtur 4-5 chor       | Tremulant              |               |         |
| Trumpet 8'            |                        |               |         |

## Kyrkklockor
Den första uppgiften om kyrkklockor är från Gustav Vasas tid. Då ägde församlingen två klockor, av vilka den ena, troligen den lilla, togs i klockskatt. 1621 fanns två klockor i en klockstapel, och en inne i kyrkan. Efter den svåra branden 1716 göts tre nya klockor 1717-18, som sattes upp i tornet. Uppdraget gick till Eric Näsman i Stockholm, som var bördig från trakten. Gjutningen ägde rum ca 200 meter söder om prästgården. Klockgjutningsgropen är fortfarande väl synlig under Söderåkersladan som byggdes över gropen ca 1819. I gropen göts även klockor åt flera av Dalarnas kyrkor, däribland Floda, Hedemora, Lima, Malung och Äppelbo.

## Galleri

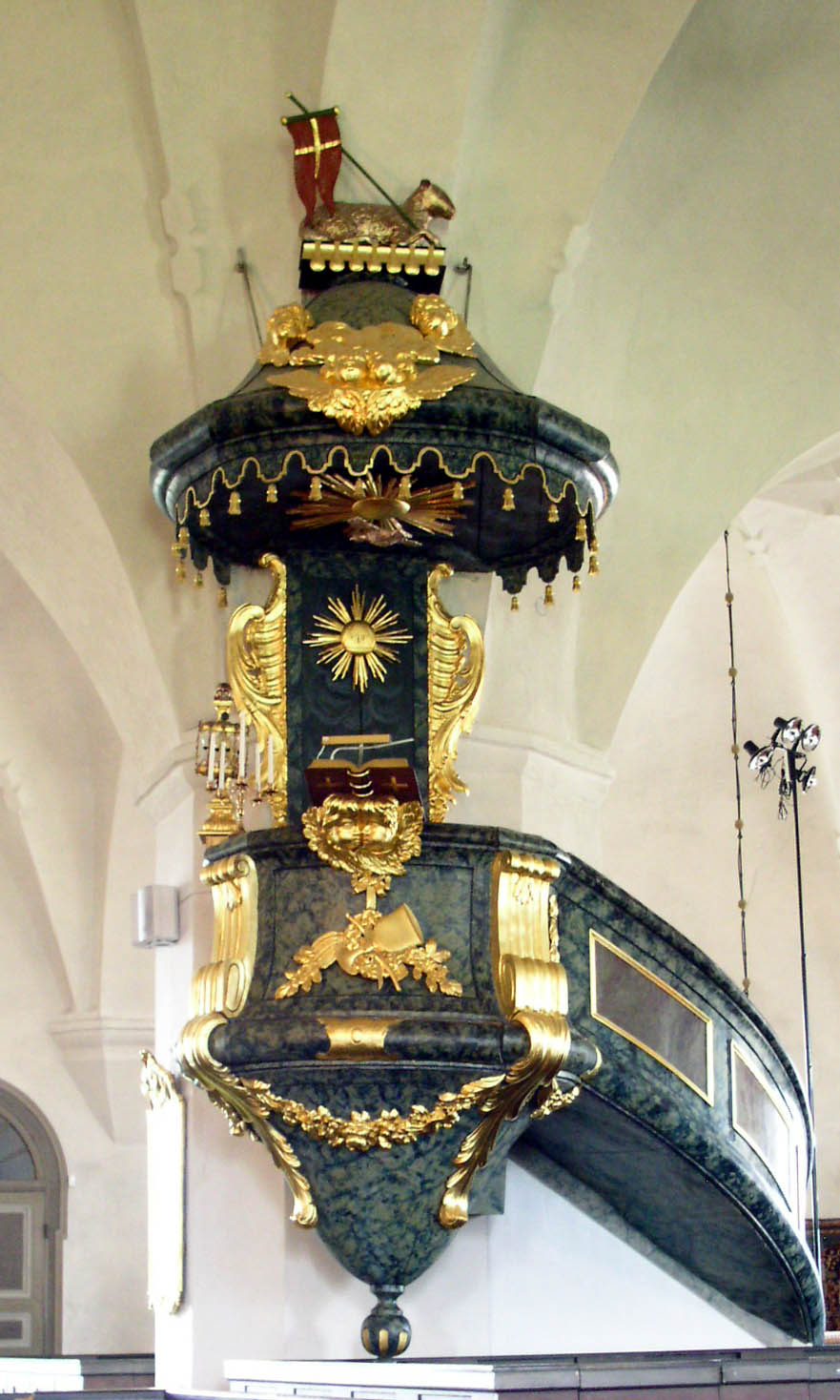
Predikstol från 1762
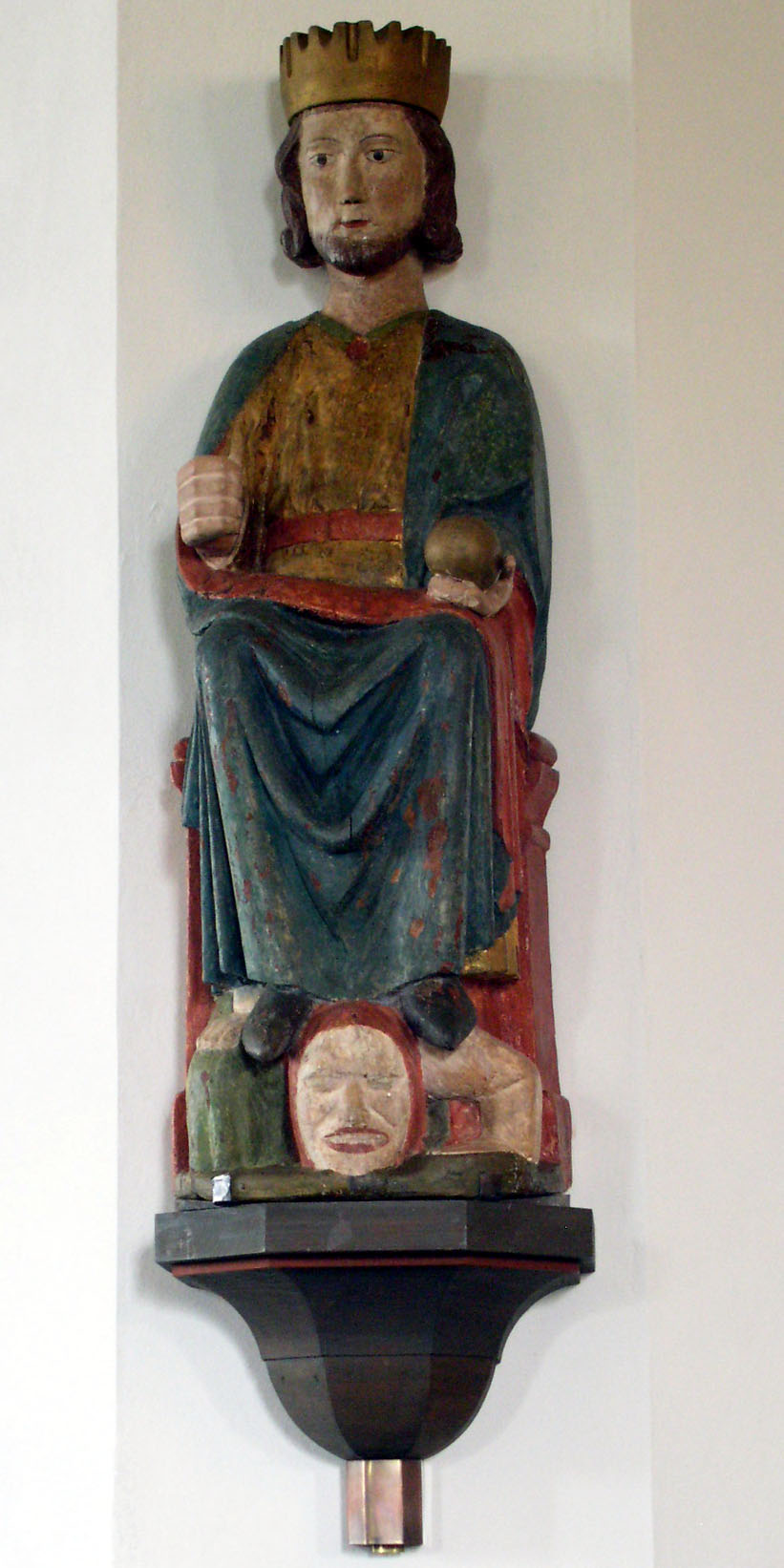
S:t Olof
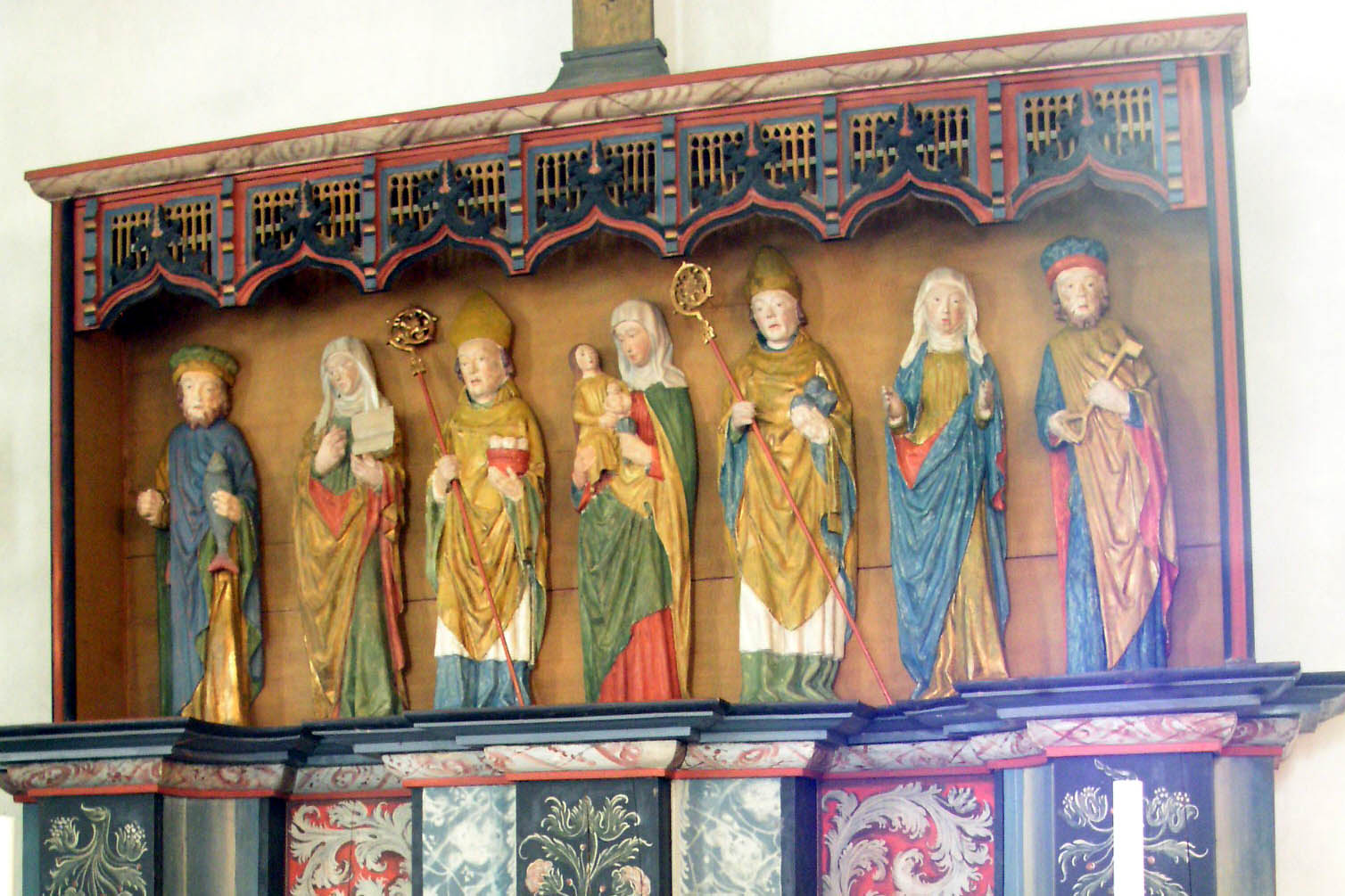
Altarskåpets figurer